# Jules-Alexandre Duval Le Camus

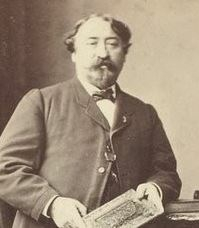
Jules-Alexandre Duval Le Camus (fecha desconocida)

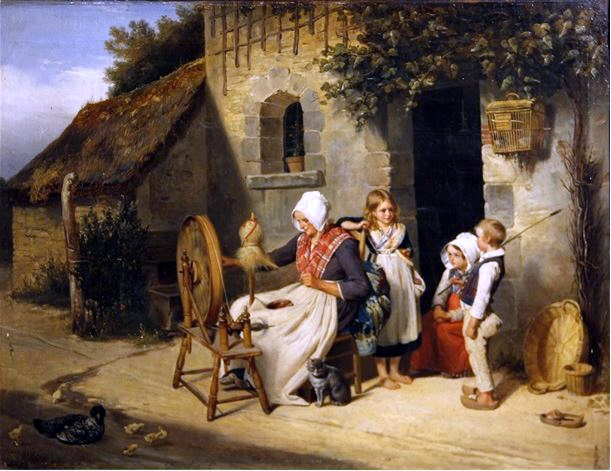
Rueca

Jules-Alexandre Duval Le Camus (5 de agosto de 1814, París - 23 de junio de 1878, Saint-Cloud ) fue un pintor francés especializado en retratos y escenas de género .

## Biografía
Era el único hijo del pintor Pierre Duval Le Camus . Después de recibir sus lecciones iniciales de su padre, fue admitido en los estudios de Paul Delaroche y Martin Drolling en la École des beaux-arts de París. Fue galardonado con el segundo lugar en el Premio de Roma de 1838. 
Aunque su estilo es casi indistinguible del de su padre, prefirió pintar en lienzos más pequeños. Además de sus escenas más conocidas de la vida cotidiana, hizo algunas representaciones ocasionales de temas bíblicos y mitológicos. Un ejemplo notable de esto se puede ver en el coro de la  (1868-1876), que era un encargo del gobierno francés. 

## Otras lecturas
- Les Duval Le Camus, peintres de père en fils, (catálogo de la exposición), Saint-Cloud, fr , 2010.